# Gloydius
Gloydius je rod jedovatých hadů z čeledi zmijovití (Viperidae). Český název je ploskolebec. Jméno dostal podle amerického herpetologa Howarda K. Gloyda. Rod Gloydius je velice podobný severoamerickému rodu Agkistrodon.

## Rozšíření
Zástupci rodu Gloydius obývají téměř celou Asii. Nacházejí se v Rusku – východně od pohoří Ural po Sibiř; v Íránu; v oblasti Himálaje – Pákistán, Indie, Nepál, Čína; v Koreji; v Japonsku a na ostrovech Rjúkjú.

## Taxonomie
- druh Gloydius blomhoffi (Boie, 1826) – ploskolebec východní
- druh Gloydius brevicaudus (Stejneger, 1907)
- druh Gloydius halys (Pallas, 1776) – ploskolebec stepní
- druh Gloydius himalayanus (Günther, 1864) – ploskolebec himálajský
- druh Gloydius intermedius (Strauch, 1868) – ploskolebec zakavkazský
- druh Gloydius liupanensis Liu, Song & Luo, 1989
- druh Gloydius monticola (Werner, 1922)
- druh Gloydius saxatilis (Emelianov, 1937) – ploskolebec amurský
- druh Gloydius shedaoensis (Zhao, 1979)
- druh Gloydius strauchi (Bedriaga, 1912)
- druh Gloydius tsushimaensis Isogawa, Moriya & Mitsui, 1994
- druh Gloydius ussuriensis (Emelianov, 1929) – ploskolebec ussurijský[2]